# Lavadero (Hormigueros)
Lavadero es un barrio ubicado en el municipio de Hormigueros en el estado libre asociado de Puerto Rico. En el Censo de 2010 tenía una población de 4305 habitantes y una densidad poblacional de 851,52 personas por km².

## Geografía
Lavadero se encuentra ubicado en las coordenadas 18°8′3″N 67°6′3″O / 18.13417, -67.10083. Según la Oficina del Censo de los Estados Unidos, Lavadero tiene una superficie total de 5.06 km², que corresponden a tierra firme.

## Demografía
Según el censo de 2010, había 4305 personas residiendo en Lavadero. La densidad de población era de 851,52 hab./km². De los 4305 habitantes, Lavadero estaba compuesto por el 80.35% blancos, el 9.57% eran afroamericanos, el 0.16% eran amerindios, el 6.2% eran de otras razas y el 3.72% pertenecían a dos o más razas. Del total de la población el 99.4% eran hispanos o latinos de cualquier raza.